# Ribeira das Alcáçovas
Ribeira do Alto Alentejo que nasce a oeste da cidade de Évora, e que desagua na margem direita do Rio Sado, a montante de Alcácer do Sal.